# إرس (إداومطاط)
إرس هو دُوَّار يقع بجماعة تدرارت، عمالة أكادير إدا وتنان، جهة سوس ماسة في المملكة المغربية. ينتمي الدوّار لمشيخة إداومطاط التي تضم 4 دواوير. يقدر عدد سكانه بـ 492 نسمة حسب الإحصاء الرسمي للسكان والسكنى لسنة 2004.

## روابط خارجية
- البوابة الوطنية للجماعات الترابية
- المندوبية السامية للتخطيط